# مملكة ميرينا
مملكة ميرينا (بالملغاشية: Fanjakan'Imerina) أو مملكة مدغشقر، أو رسميًا مملكة إيميرينا (1540 – 1897 تقريبًا)، هي إحدى ممالك أفريقيا قبل الاستعمار، وكانت تقع قبالة ساحل جنوب شرق افريقيا وهيمنت بحلول القرن التاسع عشر على معظم ما يُعرف الآن بمدغشقر. وقد انبثقت من إيميرينا، وهي منطقة المرتفعات الوسطى التي كانت تسكنها في الأصل مجموعة الميرنا الإثنية، المركزية وكانت عاصمتها الروحية أمبوهيماناغا، وتبعد عاصمتها السياسية أنتاناناريفو عنها 24 كيلومترًا (15 ميلًا) ناحية الغرب، وهي حاليًا مقر حكومة دولة مدغشقر المعاصرة. كان ملوك وملكات ميرينا الذين حكموا مدغشقر العظمى في القرن التاسع عشر منحدرين من نسل طويل من ملكية ميرينا المتوارثة البادئة بأندريامانيلو، وهو من يُعزى إليه عادة تأسيس إيميرينا في عام 1540.

## تاريخها

### نزاع هوفا – فازيمبا
سكن مستوطنو الجزيرة الأوائل، الفازيمبا، الذين يبدو أنهم قد وصلوا عن طريق بيروغ قدومًا من جنوب شرق بورنيو لتأسيس قرى بسيطة في غابات الجزيرة الكثيفة، مرتفعات مدغشقر الوسطى للمرة الأولى بين 200 ق.م و300م. هاجر شعب هوفا بحلول القرن الخامس عشر تدريجيًا من الساحل الجنوبي الشرقي إلى المرتفعات الوسطى حيث أسسوا قرى في أعالي التلال تخللت مستوطنات فازيمبا الموجودة، وحكمها الملوك والملكات المحليون. عاش الشعبان بسلام سويًا لعدة أجيال وعُرف عنهم الارتباط بالمصاهرة. وهكذا، تزوجت ملكة حاكمة من الفازيمبا (ذُكرت في التاريخ الشفوي على أنها رافوهي أو رانجيتا بالتناوب) من رجل من الهوفا اسمه مانيلوبي. كسر ابنهما الأكبر، أندريامانيلو (1540 – 1575) هذا التقليد بشن حرب ناجحة جدًا لإخضاع تجمعات الفازيمبا المحيطة وإجبارهم على الاستلام لهيمنة هوفا والاندماج بهم، أو الفرار.
خلفَ أندريامانيلو ابنه رالامبو (1575 – 1612)، الذي أكسبته عديد إنجازاته السياسية والثقافية الهامة والراسخة منزلة بطولية وشبه أسطورية بين أعظم الملوك القديمين في تاريخ ميرينا. كان رالامبو أول من أطلق اسم إيميرينا («أرض شعب ميرينا») على الأراضي المرتفعة الوسطى حيث حَكَم. وسع رالامبو مملكة إيميرينا ودافع عنها عبر توليفة من الدبلوماسية والعمل العسكري الناجح الذي ساعده توريد الأسلحة النارية لأول مرة إلى إيميرينا عبر التجارة مع الممالك على الساحل. بفرض ضريبة الرؤوس للمرة الأولى (الفادين – أينا، أو «ثمن الحياة الآمنة»)، تمكن من تأسيس أول جيش ملكي قائم لميرينا وأنشأ وحدات من الحدادين وصاغة الفضة لتجهيزه بالعتاد. وقد صد محاولة غزو قام بها جيش من شعب البيتسيميساراكا الساحلي الغربي القوي في حادثة شهيرة. وفقًا للتاريخ المحكي، دُجنت قطعان الدرباني التي كانت تجول المرتفعات من أجل الطعام للمرة الأولى في حكم رالامبو، إلى جانب استحداثه ممارسة زرب القطعان وتصميم الزرائب لها، بالإضافة إلى مراسم فاندروانا («الحمّام الملكي») التقليدية، المخصصة للاحتفال باكتشافاته الطهويّة.
بعد خلافته والده، قاد أندريانجاكا (1612 – 1630) حملة عسكرية ناجحة لاحتلال آخر معاقل الفازيمبا الكبرى في المرتفعات على تل أنالامانغا. حيث أسس المجمّع الحصين (روفا) الذي أصبح لاحقًا قلب عاصمته الجديدة أنتاناناريفو. وبناءً على أوامره، أُنشئت أولى البُنى في هذا المجمع الحصين (المعروف باسم روفا أنتاناناريفو): فبُنيت عدة بيوت ملكية تقليدية، ووضعت خطط لسلسلة من الأضرحة الملكية. اكتسبت هذه المباني أهمية روحية وسياسية راسخة، وأمنوا بقاءها حتى دمرتها النيران في عام 1995. حاز أندريانجاكا على مخبأ كبير للأسلحة النارية والبارود، وهي المواد التي ساعدته على بسط هيمنته والحفاظ عليها ومد حكمه إلى إيميرينا الأكبر.

### توسيع السيطرة
اتسمت الحياة السياسية على الجزيرة منذ القرن السادس عشر بالنزاعات المتقطعة بين مملكتي ميرينا وساكالافا، التي بدأتها غارات ساكالافا لصيد العبيد داخل أراضي إيميرينا. بحلول أوائل القرن التاسع عشر، أصبح شعب ميرينا قادرًا على دحر قبائل منافسة مثل البيزانوزانو، والبيتسيميساراكا، وفي نهاية المطاف تغلبوا على مملكة ساكالافا وأخضعوها لتاج ميرينا. كان في هذه العملية أن بدأ تداول اسم «ميرينا» العرقي، كما يُدل عليه باللغة الملغاشية. مع أن بعض المصادر تصف توسع ميرينا على أنه توحيد مدغشقر، لكن القبائل المجاورة مثل بيتسيميساراكا ترى هذه الفترة فترة أفعال استعمارية عنيفة. بحلول عام 1824، احتلت ميرينا ميناء ماهاجانغا الواقع على ساحل الجزيرة الغربي، ما مثل زيادة في توسيع السلطة. في عهد راداما الأول، استمرت ميرينا في إطلاق بعثات عسكرية وسعت السيطرة الإمبراطورية وأثرَت قادة الجيش. كانت قدرة ميرينا على هزيمة القبائل المجاورة نتيجة القوة النارية والتدريب البريطانيين. كان للبريطانيين مصلحة في إنشاء تجارة مع مملكة ميرينا بسبب موقعها المركزي على الجزيرة منذ عام 1815. ازدادت وتيرة بعثات ميرينا الإمبراطورية العسكرية وأصبحت أكثر عنفًا بعد إعلان معاهدة ميرينا - بريطانيا الثانية. بين عامي 1828 و1840، قتلت قوات ميرينا أكثر من 100,000 رجل واستعبدت أكثر من 200,000. لاقى الحكم الامبراطوري مقاومة من قبل عبيد فارّين وغيرهم من اللاجئين من الحكم الامبراطوري قُدر عددهم بعشرات الآلاف. أصبح هؤلاء اللاجئون قطاع طرق غازين تعاملت معهم القوات الإمبراطورية التي تصيدتهم في عام 1835. والجدير بالذكر أن معدل هروب اللاجئين لم يؤدِّ إلا إلى رفع الطلب على عمالة العبيد في مملكة ميرينا، ما زاد من حملات التوسع العسكري. طوال أواسط القرن التاسع عشر، عزز التوسع الإمبراطوري المستمر والسيطرة المتزايدة على التجارة البحرية هيمنة ميرينا على الجزيرة. ضمت مملكة ميرينا كامل جزيرة مدغشقر تقريبًا في أمة واحدة قبل الاستعمار الفرنسي في عام 1895.

### التقسيم والحرب الأهلية

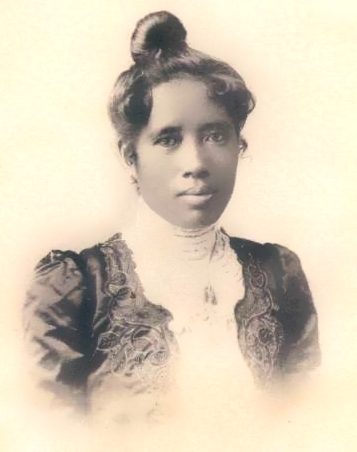
كانت الملكة رانالوفا الثالثة آخر من اعتلى عرش مدغشقر.

قسم الملك أندرياماسينافالونا المملكة إلى أربعة أقسام ليحكمها أبناؤه المفضلون الأربعة، ما أنتج تشتتًا مستمرًا وحربًا بين أقسام إيميرنا الإدارية. وسع حدود المملكة إلى أكبر مدى تاريخي لها قبل تقسيمها.

### إعادة توحيدها
كان انطلاقًا من هذا السياق في عام 1787 أن نفى الأمير رامبوسالاما، ابن أخ الملك أندريانجافي ملك أمبوهيمانغا (إحدى الممالك الأربعة في إيميرينا)، عمه واعتلى العرش تحت اسم أندريانامبوينيميرينا. استخدم الملك الجديد كلًا من الدبلوماسية والقوة لإعادة توحيد إيميرينا بنية حكم مدغشقر كلها.

### مملكة مدغشقر
اكتمل هذا الهدف إلى حد كبير تحت حكم ابنه، راداما الأول، الذي كان أول من أدخل المبشرين والدبلوماسيين الأوروبيين بانتظام وأشغلهم في أنتاناناريفو.
اتسم حكم الملكة رانافالونا الأولى، أرملة راداما الأول، الذي دام ثلاثة وثلاثون عامًا بالكفاح في سبيل المحافظة على انعزال مدغشقر الثقافي عن الحداثة، خصوصًا الحداثة التي تمثلت بالفرنسيين والبريطانيين. وقع ابنها ووريثها، الملك راداما الثاني، عقد لامبرت المكروه الذي منح رجل الأعمال الفرنسي جوزيف فرانسوا لامبرت حقوقًا حصرية للعديد من مصادر الجزيرة. أغضبت سياساته اللبرالية الطبقة الأرستقراطية، ومع ذلك، قام رئيس الوزراء راينيفونيناهيترينيوني بانقلاب قُتل فيه الملك خنقًا. شهدت هذه الثورة الأرستقراطية تنصيب راسوهيرينا، الملكة الأرملة، على العرش عقب قبولها في ملكية دستورية منحت سلطة أكبر لرئيس الوزراء. استبدلت برئيس الوزراء الحالي أخاه، رينيليارفوني، الذي حافظ على منصبه لثلاثة عقود وتزوج من كل الملكات التاليات. حولت الملكة التالية، رانافالونا الثانية، البلاد إلى الديانة المسيحية وأحرقت كل السامبي (طلاسم ملكية موروثة) على الملأ. قبلت آخر الملوك، الملكة رانالوفا الثالثة العرش في عمر الثانية والعشرين، ونُفيت إلى جزيرة لا ريونيون الفرنسية ولاحقًا إلى مستعمرة الجزائر الفرنسية عقب احتلال فرنسا الجزيرة عام 1896.